# Рандвийр, Тийу Александровна
Тийу Александровна Рандвийр (эст. Tiiu Randviir; род. 1938) — эстонская, советская артистка балета, педагог. Народная артистка СССР (1977).

## Биография
Тийу Рандвийр родилась 10 марта 1938 года в Тарту (Эстония) в актёрской семье.
В 1955 году окончила Таллинское хореографическое училище (ныне Таллинская балетная школа) (педагог Л. Х. Леэтмаа), в 1968 — актёрский факультет Таллинской консерватории (ныне драматическая школа при Эстонской академии музыки и театра) (педагог В. Х. Пансо).
В 1959—1960 годах совершенствовалась в Московском хореографическом училище и Большом театре (педагоги Е. П. Гердт и В. П. Васильева).
С 1955 по 1979 год — солистка Эстонского театра оперы и балета (ныне Национальная опера «Эстония»).
Участвовала в гастролях за рубежом (Индия, Япония, Канада, Европа) .
С 1970 по 2019 год — педагог классического танца Таллинского хореографического училища.
Работала в школе при Венской государственной опере, в Балетной школе имени Джона Крэнко в Штутгарте, в Торонто и Хельсинки.

### Семья
- Отец — Александр Рандвийр (1895—1953), актёр. Заслуженный артист Эстонской ССР (1952)
- Муж (с 1971) — Рейн Тёльп (1941–2018), спортсмен (легкоатлет)
- Сын — Урмас, спортсмен (велосипедист)[3]
- Брат — Юрий Рандвийр (1927—1996), шахматист, шахматный журналист, четырёхкратный чемпион Эстонии по шахматам, мастер спорта СССР (1955)

## Звания и награды
- Лауреат VI Всесоюзного конкурса артистов балета (1957, серебряная медаль)
- Заслуженная артистка Эстонской ССР (1960)
- Народная артистка Эстонской ССР (1967)
- Народная артистка СССР (1977)
- Орден Белой звезды III класса (2001)
- Орден «Знак Почёта» (1971)
- Медаль «За трудовое отличие» (1956)[4]

## Партии
- «Лебединое озеро» П. И. Чайковского — Одетта-Одиллия
- «Жизель» А. Адана — Мирта
- «Спящая красавица» П. И. Чайковского — Аврора
- «Ромео и Джульетта» С. С. Прокофьева — Джульетта
- «Золушка» С. С. Прокофьева — Золушка
- «Собор Парижской богоматери» Ц. Пуни — Эсмеральда
- «Балет-симфония» Э. М. Тамберга — Девушка
- «Иоанна одержимая» Э. М. Тамберга — Иоанна[5]
- «Щелкунчик» П. И. Чайковского — фея Драже
- «Каменный цветок» С. С. Прокофьева — Хозяйка Медной горы
- «Конёк-Горбунок» Р. К. Щедрина — Царь-девица
- «Кармен-сюита» Ж. Бизе в оркестровке Р.К. Щедрина — Кармен
- «Антоний и Клеопатра» Э. Л. Лазарева — Клеопатра
- «Раймонда» А. К. Глазунова — Раймонда
- «Блудный сын» С. С. Прокофьева — Красавица
- «Сотворение мира» А. П. Петрова — Чертовка
- «Чудесный мандарин» Б. Бартока — Проститутка
- «Орестея» Ю. А. Фалика — Клитемнестра
- Гран па из балета «Пахита» Э. Дельдеве — Балерина
- «Золотопряхи» Э. А. Каппа — Меэлике
- «На берегу моря» Ю. Юзелюнаса — Касте
- «Ригонда» Р. С. Гринблата — Нелима
- «Тропою грома» К. А. Караева — Сари
- «Мальчик и бабочка» Э. М. Тамберга — Бабочка.